# Caragana kirghisorum
Caragana kirghisorum är en ärtväxtart som beskrevs av Antonina Ivanovna Pojarkova. Caragana kirghisorum ingår i släktet karaganer, och familjen ärtväxter. Inga underarter finns listade i Catalogue of Life.